# Hermann Welcker (Politiker)
Hermann Ludwig Welcker (* 17. Mai 1814 in Lichtenberg; † 14. März 1887 in Darmstadt-Bessungen) war Finanzbeamter und Mitglied des deutschen Reichstags.

## Leben
Hermann Welcker war der Sohn des Justizamtmanns Georg Christoph Casimir Welcker und dessen Frau Henriette Luise Albertine geborene Katz. Er heiratete am 21. April 1845 Salome Marie Julie Henriette Amanda geborene Verbier.
Hermann Welcker besuchte von 1826 bis 1828 die Privatlehranstalt von Schmitz in Darmstadt und das Gymnasium ebendort bis 1832. Danach studierte er an den Universitäten Gießen und Heidelberg Kameralwissenschaft von 1832 bis 1835. Während seines Studiums wurde er 1832 Mitglied der Alten Gießener Burschenschaft Germania und 1833 der Alten Heidelberger Burschenschaft Franconia. Seine erste Anstellung im Staatsdienst erfolgte beim Sekretariat und der Registratur der Oberrechnungskammer im Jahre 1840. Er war ab 1849 Mitglied der Obersteuerdirektion und Dirigent der Steuerkontrolle. Von 1855 bis 1866 war er zugleich Mitglied der Prüfungskommission für das Finanz- und technische Fach. Seit 1862 auch Mitglied der Zentralstelle für die Landes-Statistik. 1881 wurde er dort Vorsitzender und wurde zum Geheimrat ernannt. Ab 1873 war er, unter Enthebung von der Stelle des Dirigenten der Steuerkontrolle, zugleich erstes Mitglied der Direktion der Staatsschuldentilgungskasse. Von Herbst 1872 bis 1878 war er Mitglied der II. Kammer der Landstände des Großherzogtums Hessen als Vertreter des Wahlbezirks Stadt Darmstadt.
Von 1874 bis 1877 des Deutschen Reichstages für die Nationalliberale Partei und den Wahlkreis  Hessen 4 (Darmstadt, Groß-Gerau).